# مجتمعات التقارب والمجتمعات المحلية
مجتمعات التقارب والمجتمعات المحلية، اكتسبت الشبكات الاجتماعية والجماعات على الإنترنت زخما كبيرا من الناس في جميع أنحاء العالم وذلك لأن الانخراط في الشبكات الاجتماعية هي إحدى الحاجات، والرغبات الموجودة لدى الإنسان منذ الأزل. إن التطور التكنولوجي، والتقني، وظهور تقنية (الويب 2.00)، أدى إلى توفير طريقة جديدة لتكوين تجمعات، ومجتمعات، على الإنترنت بطريقة سهلة ومريحة.
«للشبكات الاجتماعية والمجتمعات» على الإنترنت (خمس أنواع)، إحداها هي «مجتمعات التقارب والمجتمعات المحلية».

## تعريف مجتمعات التقارب والمجتمعات المحلية
«مجتمعات التقارب والمجتمعات المحلية» هي إحدى المجتمعات التي يمكن إنشائها على الإنترنت. وتمتاز هذة المجتمعات بوجود عامل ديموغرافي، أو جغرافي مشترك مميز بين أفراد المجتمع، كأن يكون جميع الأفراد نساء أو أن يكون جميع الأفراد رجال أو من تفس العرق، أو نفس المعتقدات السياسية، أو نفس الدين، أو غير ذلك.

## أعضاء مجتمعات التقارب
أعضاء مجتمعات التقارب يشعرون أنهم يتحدثون إلى أناس يستطيعون الاعتماد عليهم ومشاركتهم في أفكارهم وهذ ما يصنع التلاحم أو التلاصق الاجتماعي "social glue".

## طريقة تحصيل الإيرادات
هنالك طريقتان لتحصيل الإيرادات:
أولا: الإعلانات: حيث إن هذه الإعلانات تكون فيما يندرج تحت اهتمامات أعضاء مجتمعات التقارب والمجتمعات المحلية.
ثانيا: بيع السلع: حيث إن هذة السلع تكون أيضا فيما يندرج تحت اهتمامات أعضاء مجتمعات التقارب والمجتمعات المحلية.
```
 وهنا تجدر الإشارة أن هنالك الكثير من المواقع لمجتمعات التقارب التي لا تهدف للربح.
```

## نوع بوابات السوق المناسبة لها
غالبا ما يكون النوع المناسب لمجتمعات التقارب هو بوابات السوق العمودية وذلك لأنها تركز على اجتذاب الجماهير التي تركز على موضوع معين.

## نقاط التي بتواجدها قد ينجح العمل التجاري "business" في مجتمعات التقارب
1-	أن تكون مجانية للمستخدمين: غالبا ما تقوم المواقع بتوفير خدمات وعروض مجانية للمستخدمين. هنالك بعض المواقع التي تطلب الدفع مقابل بعض الخدمات التي لا تكون من الخدمات الأساسية التي يوفرها الموقع.
2-	وجود حركة سير (traffic) هو أهم شي: بمجرد وجود حركة سير فهذا يقتضي أننا نستطيع توسيع خياراتنا في بيع الإعلانات وإدخال الخدمات المتميزه.
3-	الالتزام بالوقت: الالتزام بالوقت لجمع المال بالنظر إلى الحدود الزمنية (timeline) للموقع ومعرفة الوقت اللازم لتكوين حركة سير ومن ثم مردود مالي.
4-	وجود ميزانية للتسويق: هنالك قاعدة عامة تقول أن علينا أن نستثمر في التسويق سنويا كما لو كنا في مرحلة الإنشاء والبناء الأولى.

## مثال
من أشهر الأمثلة على مجتمعات التقارب هو ivillage.
نبذه عنه: 
تم إنشاء ivillage عام 1995 على يد كانديس كاربينتر. وهو يركز على النساء وكل ما يختص بالنساء ومحتوى الموقع يتم إدراجه من الخبراء في مجالات الصحة والأمومة والحمل والجمال والعلاقات وغير ذلك.كما أن هذا الموقع يسمح للعديد من النساء في جميع أنحاء العالم بالتفاعل وتبادل الأفكار وطلب المشورة.وقد قام ivillage بتجميع مجموعة من المواقع المتخصصة في النساء وهي: 
•	 Women.com.
•	 gURL.com.
•	 Astrology.com.
•	 Substance.com.
•	 Promotions.com.
•	 Healthology.com.
•	 Gardenweb.com.
```
وفي عام 2006 قامت NBC بشراء ivillage مقابل 600 مليون دولار.
```

القيمة المفترضة:
1-	أن يكون جزء من المجتمعات الموجهة خصيصا للنساء.
2-	أن يكون محطة وموقف واحد للبيع للنساء.
إبرز منافسيه:
•	Lifetime.
•	Martha Stewart Living.
•	 Oxygen Media.
طريقة تحصيل الإيرادات:
يتم تحصيل الإيرادات عن طريق:
1-	الإعلانات.
2-	رسوم الإحالة من التجار.
3-	عن طريق بعض البرامج التلفزيونية.